# Гасанов, Гасан Мамед оглы
Гаса́н Мамед оглы Гаса́нов (азерб. Həsən Məmməd oğlu Həsənov; 5 декабря 1904, Солтанлы, Елизаветпольская губерния — 21 марта 1977, Баку) — советский хозяйственный, государственный и политический деятель.

## Биография
Родился в 1904 году. Член ВКП(б) с 1928 года.
С 1926 года — на хозяйственной, общественной и политической работе. В 1926—1954 гг. — на партийной и советской работе в Закавказской СФСР и Азербайджанской ССР, секретарь Бакинского городского комитета КП(б) Азербайджана по кадрам, вице-консул Генерального консульства СССР в Тебризе (Иран), третий секретарь ЦК КП(б) Азербайджана, в ЦК КП(б) Азербайджана.
Избирался депутатом Верховного Совета СССР 2-го и 3-го созывов.
Умер 1977 года.

## Награды
- Орден Ленина (25.02.1946)
- Орден Трудового Красного Знамени (06.02.1942)
- Орден «Знак Почёта» (27.04.1940) — «в ознаменование 20-й годовщины освобождения Азербайджана от ига капитализма и установления там советской власти, за успехи в развитии нефтяной промышленности, за достижения в области подъёма сельского хозяйства и образцовое выполнение строительства Самур-Дивичинского канала».
- Медаль «За оборону Кавказа»
- Медаль «За доблестный труд в Великой Отечественной войне 1941—1945 гг.»